# Арчил (царь Иберии)

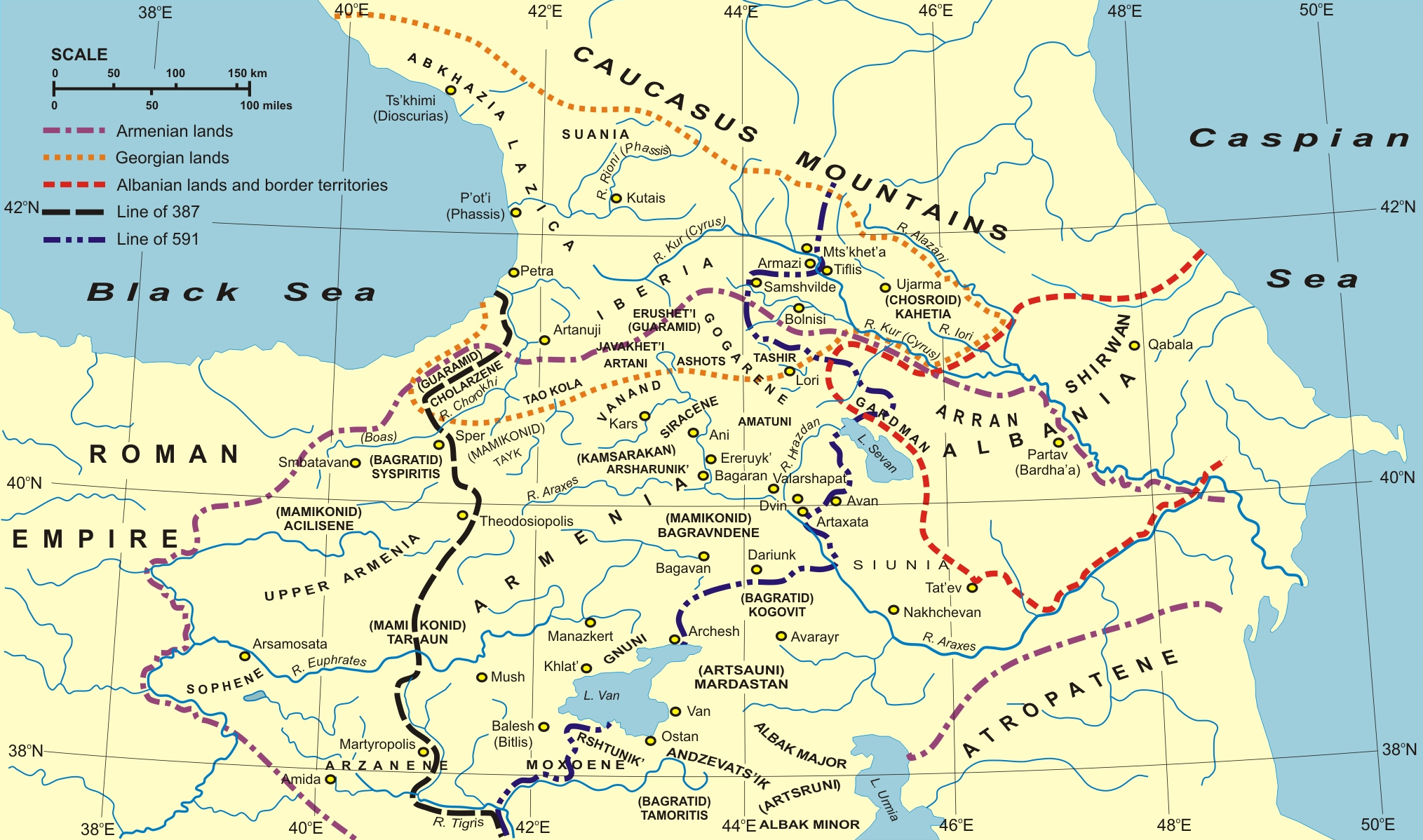
Закавказье в V—VI веках

Арчил (груз. არჩილი; умер в 435) — царь Иберии в 411—435 годах из династии Хосроидов.

## Биография
Основным историческим источником о жизни царя Арчила является свод средневековых грузинских летописей «Картлис цховреба». Согласно входящей в этот свод «Жизни картлийских царей» Леонти Мровели, Арчил был единственным сыном царя Мирдата IV и его супруги Ануши. По сведениям, содержащимся в «Жизни Вахтанга Горгасала» Джуаншера Джуаншериани, Арчил унаследовал престол в 411 году, после того как его отец во время вторжения в Иберию войска шаха Сасанидского Ирана Йездегерда I был взят в плен и увезён в Ктесифон. Иберийские земли подверглись опустошению (особенно пострадали христианские церкви), а сама царская семья была вынуждена искать убежище в отдалённых районах Кахетии. Ущерб, нанесённый Иберии персами, был настолько велик, что историки предполагают даже возможность существования перерыва в наследовании здешнего престола и временного включения этих земель в состав государства Сасанидов.
Несмотря на успех вторжения 411 года, Йездегерд I и в дальнейшем неоднократно был вынужден вести войны на северных границах своего царства. Сначала он организовал новый поход в Иберию, поручив возглавить его военачальнику Нарсесу, а затем и сам совершил вторжение в закавказские земли, во время которого покорил своей власти ряд местных племён, а также вынудил царя Арчила дать согласие на участие иберийских войск в походах Сасанидов. Уже возвратившись в Иран, Йездегерд принял меры к искоренению христианства в Иберии, Великой Армении и Кавказской Албании, потребовав от правителей этих стран принять зороастризм. В ответ Арчил, категорически отказавшийся от выполнения этого приказа, заключил союз с армянами и византийцами, и сам начал военные действия против иранцев. Нападению войск союзников подверглись несколько сасанидских крепостей вблизи Дербента, а посланное шахом войско во главе с полководцем Мишкином было разбито в сражении на реке Бердуджи. Особенно сильному разорению подверглись земли Аррана, находившиеся в ведении наместника шаха в Закавказье марзпана Барзабода. Так как в это время войска шаха вели кровопролитные войны в других пограничных районах Ирана, персы не смогли оказать сильного сопротивления нападениям Арчила и его сына Мирдата, ограничившись только защитой своих городов и крепостей. Средневековые хроники по-разному описывают завершение этой войны. Одни уверяют, что разгневанный Йездегерд I казнил всех христианских епископов, иберийских и армянских вельмож, находившихся у него в заложниках, что он снова разграбил Иберию, что лишь мать Арчила, царица Ануша, слезами смогла умолить шаха прекратить кровопролитие и что мир наступил только после смерти этого сасанидского правителя, скончавшегося в 421 году. Другие сообщают, что только любовь Мирдата к красавице Сагдухт, дочери Барзабода, и женитьба на ней положила конец этой войне, в результате которой иберийцам удалось отстоять своё право на исповедание христианства. Современные же историки предполагают, что эти события, возможно, происходили одновременно с ирано-византийской войной 421—422 годов, одним из театров военных действий которой были закавказские земли. Несмотря на содержащиеся в грузинских летописях сведения о том, что исход войны был благоприятен для Арчила, другие исторические источники содержат информацию о том, что в это время цари Сасанидского Ирана увеличили дань со всех трёх кавказских царств (Иберии, Армении и Албании), а также наложили на них ежегодную воинскую повинность для пополнения шахских войск.
Грузинские летописи описывают царя Арчила как храброго и благоразумного правителя, особо подчёркивая его приверженность к христианству. Сообщается, что ещё во время войны с персами по приказанию Арчила были частью убиты, частью изгнаны многочисленные зороастрийские священники, присланные шахом в Иберию для искоренения здесь христианства, а уже в мирное время в столице Иберии, городе Мцхета, был возведён собор Святого Стефана (Стефан-цмиде). Армянские историки Корюн и Мовсес Хоренаци упоминают Арчила в связи с поддержкой им в своих владениях просветительской деятельности Месропа Маштоца. Так же летописи рассказывают, что по приказу царя крепостные стены его столицы были укреплены новыми башнями.
Арчил правил Иберией 24 года. Он скончался в 435 году. Новым царём стал Мирдат V, его единственный сын от брака с гречанкой Марией, происходившей, согласно летописям, из рода римского императора Иовиана.